# Битола
Бітола або Бітоль (мак. Битола, болг. Битоля, серб. Битољ, Bitolj), інколи Монастир (алб. Manastiri, тур. Manastır, грец. Μοναστήρι) — місто в Північній Македонії біля кордону з Грецією, в історико-географічній області Пелагонія. Залізничний вузол.
Населення — 95,4 тис. жителів (2004).
Підприємства тютюнової, текстильної, шкіряної промисловості. Кустарне виробництво килимів. Залізничне сполучення з портом Салоніки (Греція).

## Етимологія
Назва Бітола походить від староцерк.-слов. ѡ҆би́тѣл҄ь (обитель), що означає «монастир, обитель». Коли значення слова вже більше не було зрозуміле, воно втратило префікс «о-».

## Географія
Розташоване в 14 км на північ від кордону з Грецією на висоті 576 метрів над рівнем моря біля підніжжя гори Баба (2,601 м) в центральній частині Пелагонії. Через місто протікає річка Драгор. Традиційно є важливим торговим і пасажирським транспортним вузлом на шляху між Адріатичним і Егейським морями.

## Клімат
Клімат перехідний від континентального до середземноморського.
| Клімат Бітоли               | Клімат Бітоли | Клімат Бітоли | Клімат Бітоли | Клімат Бітоли | Клімат Бітоли | Клімат Бітоли | Клімат Бітоли | Клімат Бітоли | Клімат Бітоли | Клімат Бітоли | Клімат Бітоли | Клімат Бітоли | Клімат Бітоли |
| Показник                    | Січ.          | Лют.          | Бер.          | Квіт.         | Трав.         | Черв.         | Лип.          | Серп.         | Вер.          | Жовт.         | Лист.         | Груд.         |               |
| Середній максимум, °C       | 2             | 5             | 10            | 15            | 20            | 25            | 27            | 27            | 23            | 17            | 10            | 5             |               |
| Середня температура, °C     | −1            | 2             | 5             | 10            | 15            | 18            | 20            | 20            | 16            | 11            | 5             | 0             |               |
| Середній мінімум, °C        | −4            | −1            | 0             | 5             | 7             | 10            | 12            | 11            | 8             | 5             | 0             | −2            |               |
| --------------------------- | ------------- | ------------- | ------------- | ------------- | ------------- | ------------- | ------------- | ------------- | ------------- | ------------- | ------------- | ------------- | ------------- |
| Джерело: weatherreports.com |               |               |               |               |               |               |               |               |               |               |               |               |               |

## Історія

### Античні часи та Візантійський період
Регіон, де знаходиться місто, в античні часи називався Лінкестіда, історична область Верхньої Македонії, яка керувалася напівнезалежними вождями, допоки, пізніше, славнозвісна династія Аргеади не встановила незалежне Македонське королівство.
Плем'я Линкестідів, яке проживало на цій території, було відоме за античною назвою Линкестай. Це було грецьке плем'я, яке належало до Молосської групи Епірів. В цьому регіоні знаходять важливі металеві артефакти з античного періоду. Золота сережка 4-го століття до н. е., яка була знайдена в цьому регіоні, зображена на лицьовій стороні македонської банкноти в десять денарів, виданої в 1996 році.
Поблизу міста Бітола, в античний період, розташовувалося відоме місто за назвою Гераклея Лінкестіс. Поселення було засноване Філіппом II Македонським в середині 4-го століття в честь давньогрецького героя Геракла. Вдало вибрана стратегічна локація стала поштовхом для розвитку міста. Стародавній Рим завоював цю частину Македонії в 148 році до н. е. та зруйнував політичну владу в місті. Проте процвітання міста продовжувалось завдяки римській дорозі «Віа Егнатія», яка проходила неподалік міста. Декілька споруд з римських часів залишилися в Гераклії, включаючи портик, термальні ванни, амфітеатр та кілька базилік. Театр міг вмістити в себе близько 3 000 людей.
У візантійський період (4-6 століття н. е.) Гераклія була важливим єпископським центром. Залишками цього періоду є мала та велика базиліка, резиденція єпископів, поховальна базиліка біля некрополіса. Три нефи у Великій базиліці Гераклєї були покриті дуже дорогою квітковою мозаїкою та образною іконографією; ця добре збережена мозаїка часто розглядається як добрий приклад раннього періоду християнського мистецтва. Місто було пограбовано остготами під керівництвом Теодоріха Великого в 472 році та, незважаючи на великі дари від місцевого єпископа, знову у 479. Місто було відновлено в кінці 5-го на початку 6-го століття. Наприкінці 6-го століття місто постраждало від успішних атак слов'янських племен та поступово спустіло.

### Середньовіччя
В шостому та сьомому століттях регіон навколо Бітоли починає заселятися слов'янськими племенами. В цей період на місці спустошеного театру було збудовано декілька будинків. Слов'яни також навколо власного поселення збудували фортифікаційні укріплення. З 8-го до початку 11-го століття Бітола була під правлінням Першої Болгарської Імперії. В дев'ятому та десятому століттях тут поширили християнство Климент Охридський та Наум Охридський. В цей період в місті побудовано багато монастирів та церков. В 10-му столітті Бітола була під правлінням болгарського царя Самуїла. Він збудував замок в місті, яким потім користувався його наступник Гаврило Радомир. Битола була згадана в кількох середньовічних джерелах. Іоанн Скіліца в хроніці 11-го століття зазначив що імператор Василій II Болгаробійця спалив замок Гаврила в Бітолі, коли спустошував Пелагонію. Друга золота булла (1019) Василія II зазначає, що єпископ Бітоли залежить від Охридської архієпископії. Під час правління Самуїла Болгарського місто було важливим центром країни та місцем, де розташовувався єпископат. В багатьох середньовічних джерелах, особливо західних, Пелагонія була синонім до Бітольського єпископату, а в деяких з них Бітола відома за назвою Гераклія. В 1015 цар Гаврил Радомир був вбитий своїм двоюрідним братом Іваном Владіславом, який проголосив себе царем та реконструював фортечні укріплення в місті. Святкуючи цей захід, у фортеці було встановлено кам'яну табличку, написану кирилицею; в ній згадується слов'янська назва міста Бітол.
Після битв з царем Іваном Владиславом, візантійський імператор Василій II зайняв Монастир в 1015 році. У житті Бітоли були два великі повстання проти візантійського правління, відповідно в 1040 та 1072 роках. Після того як Болгарську державу було відновлено наприкінці 12-го століття, Бітола перейшла під правління царя Калояна. В кінці 13 століття місто знову перейшло під візантійське правління. В першій половині 14-го століття Бітола стала частиною Сербії, після завоювання Стефаном Душаном.
У середньовічний період Бітола відігравала важливу роль в житті регіону як військовий, політичний, культурний та релігійний центр.

### Османське правління
З 1382 по 1912 роки, Манастир (зараз Бітола) був частиною Османської імперії.
Перш ніж взяти місто, турки проводили запеклі бої на цих територіях з сербами. Османське правління зрештою було встановлено після смерті Марко Мрнявчевича в 1395, коли заснувала Охридський санджак як частину провінції Румелія. Спочатку центром даної території була Бітола, але згодом став Охрид, тому на початках регіон деколи називали Монастирський санджак. Після Австро-Османської війни розвиток торгівлі та загальне процвітання міста було пригнічене. Проте наприкінці 19 століття Бітола знову стала другим найбільшим містом на південних Балканах, після Салоніки. В 1874 році Монастир став центром Монастирського вілайєту.
В епоху Османської імперії в Бітолі було багато консульств європейських країн; вона отримала прізвисько «місто консулів». До 1912 року значну частину населення складали греки.

### Югославія
Під час Першої світової війни Бітола опинилася в Сербському королівстві, а потім стала частиною Королівства сербів, хорватів та словенців, перейменованого потім в Югославію (1929).

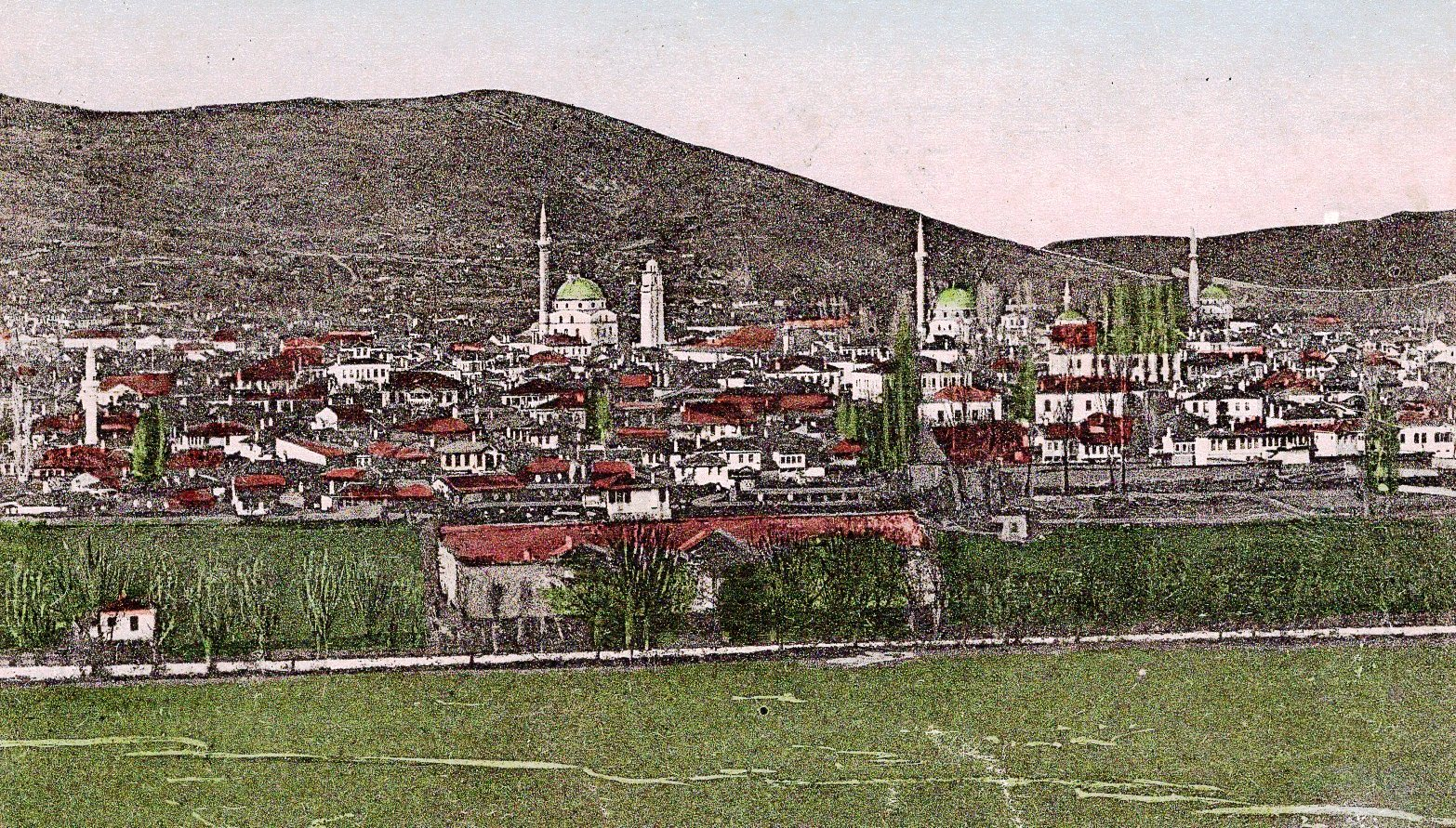
Битола на поштівці, 1923
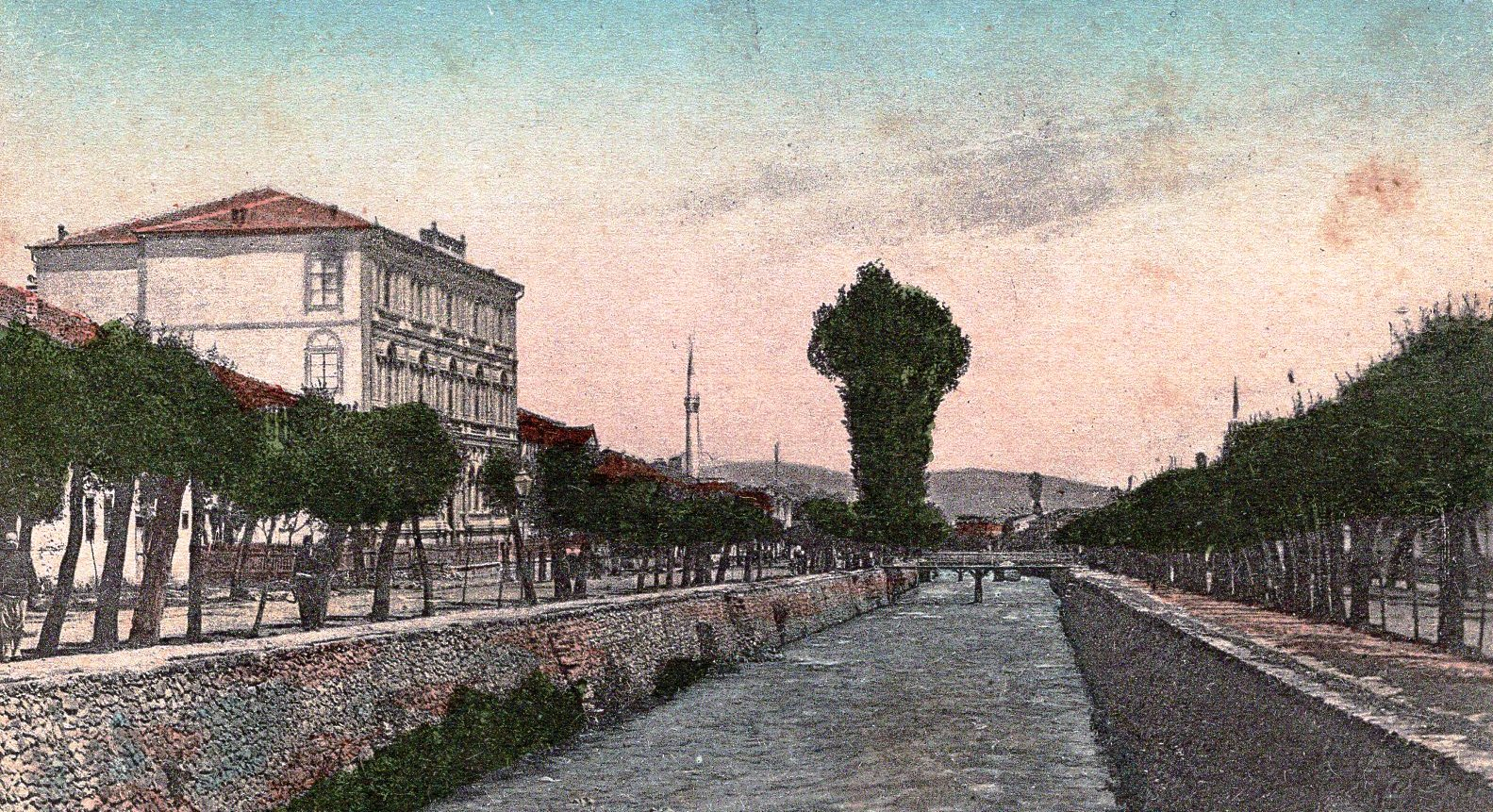
Битола на поштівці, 1920
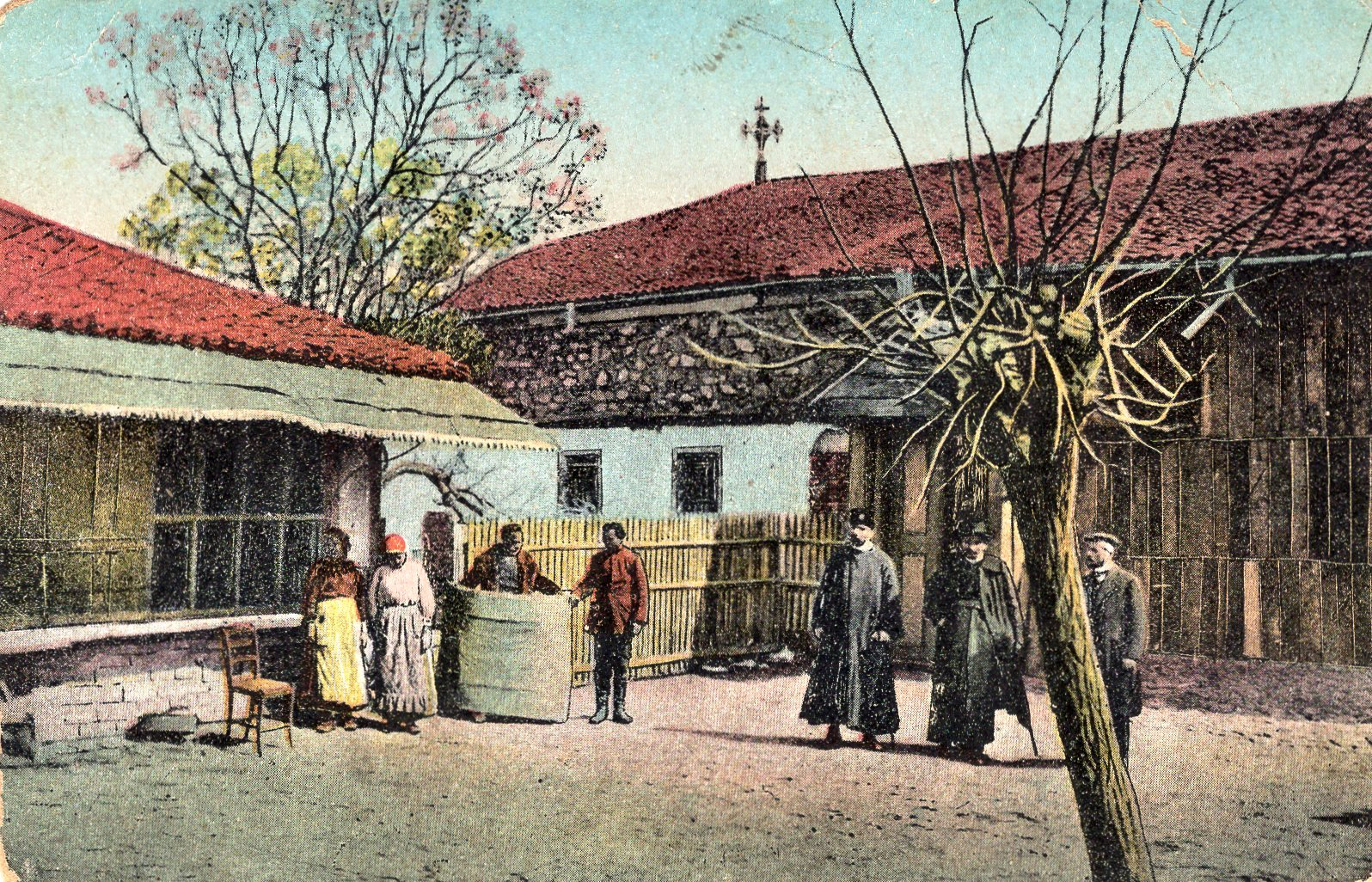
Битола на поштівці, 1930
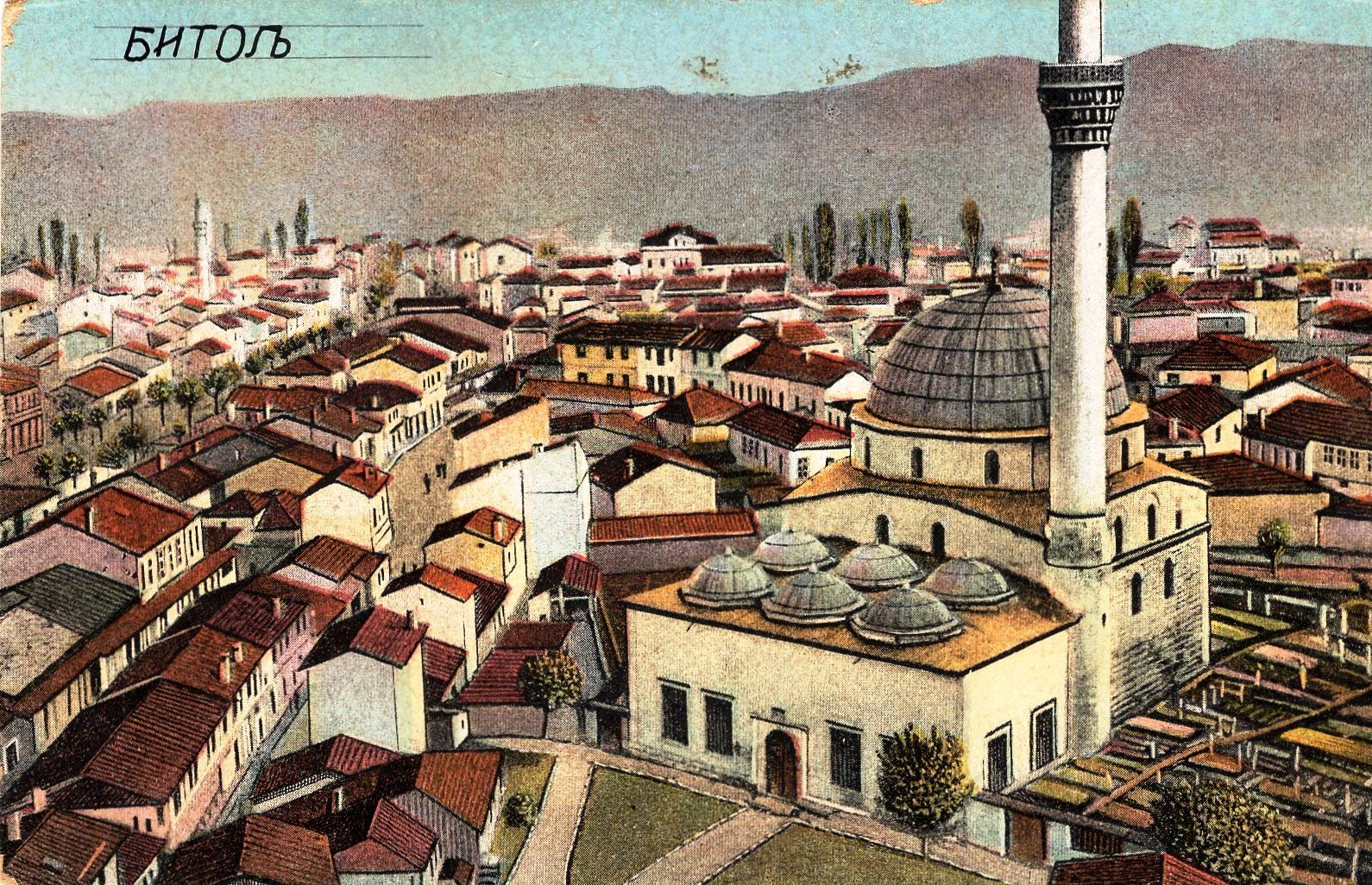
Битола на поштівці, 1930

## Населення
- 1953 — 37 700
- 2004 — 95 385

| Етнічні групи | Етнічні групи | Етнічні групи | Етнічні групи | Етнічні групи |
| ------------- | ------------- | ------------- | ------------- | ------------- |
|               |               |               |               |               |
| Македонці     | Македонці     |               | 88.5%         | 88.5%         |
| Албанці       | Албанці       |               | 3.1%          | 3.1%          |
| Турки         | Турки         |               | 2.0%          | 2.0%          |
| Цигани        | Цигани        |               | 3.4%          | 3.4%          |
| Арумуни       | Арумуни       |               | 1.3%          | 1.3%          |
| Серби         | Серби         |               | 0.6%          | 0.6%          |
| Босняки       | Босняки       |               | 0.02%         | 0.02%         |
| інші          | інші          |               | 0.6%          | 0.6%          |

| національність | кількість осіб | % від загального населення |
| -------------- | -------------- | -------------------------- |
| Македонці      | 66.038         | 88.5                       |
| Албанці        | 2.360          | 3.1                        |
| Турки          | 1.562          | 2.0                        |
| Цигани         | 2.577          | 3.4                        |
| Арумуни        | 997            | 1.3                        |
| Серби          | 499            | 0.6                        |
| Босняки        | 20             | 0.02                       |
| інші           | 497            | 0.6                        |

### Мова
| Мови        | Мови        | Мови | Мови  | Мови  |
| ----------- | ----------- | ---- | ----- | ----- |
|             |             |      |       |       |
| Македонська | Македонська |      | 92.8% | 92.8% |
| Албанська   | Албанська   |      | 3.2%  | 3.2%  |
| Турецька    | Турецька    |      | 1.8%  | 1.8%  |
| Арумунська  | Арумунська  |      | 0.7%  | 0.7%  |
| Сербська    | Сербська    |      | 0.5%  | 0.5%  |
| Ромська     | Ромська     |      | 0.3%  | 0.3%  |
| Боснійська  | Боснійська  |      | 0.01% | 0.01% |
| інші        | інші        |      | 0.3%  | 0.3%  |

### Віросповідання
| Релігії       | Релігії       | Релігії | Релігії | Релігії |
| ------------- | ------------- | ------- | ------- | ------- |
|               |               |         |         |         |
| Православ'я   | Православ'я   |         | 89.1%   | 89.1%   |
| Іслам         | Іслам         |         | 9.1%    | 9.1%    |
| Католицизм    | Католицизм    |         | 0.1%    | 0.1%    |
| Протестантизм | Протестантизм |         | 0.001%  | 0.001%  |
| інші          | інші          |         | 1.4%    | 1.4%    |

## Освіта
- Університет святого Климента Охридського в Бітолі

## Пам'ятки
- Стародавнє місто Гераклея Лінкестіс, засноване Філіпом II Македонським в четвертому столітті до нашої ери. Місто було атаковано римлянами в 148 р. до н. е., збережені фрагменти ранньої християнської базиліки, візантійські фортеці та амфітеатр.
- турецькі мечеті Айдар-каді (XV століття) та Єні (XVI століття)
- церква св. Дімітрія, побудована в 1930 році
- годинникова вежа Саат Кула (XVI століття)
- критий турецький ринок — Безістен (XVI століття)

## Міста-побратими
- Епіналь
- Рієка
- Бурса
- Крань
- Кременчук
- Плевен
- Земун
- Кайзерслаутерн
- Призрен
- Корча

## Відомі люди
У місті народились:
- Тоні Савевскі — македонський футболіст і тренер.
- Джорджі Христов — македонський футболіст.
- Антоніос Зоіс (грец. Αντωνιος Ζωης, ?-1941) — борець за возз'єднання Македонії з Грецією.
- Тахсін Язиджи (1892—1971) — генерал-майор турецької армії, політик
- Петар Божиновський (1920—1970) — югославський воєначальник, учасник Народно-визвольної війни в Югославії.
- Стеван Наумов (1920—1942) — югославський македонський студент, партизан Народно-визвольної війни.
- Іво Івановський — македонський політик.
- Сузана Турунджієва (* 1969) — македонська співачка.
- Владо Горески (* 1958) - художник

## Галерея

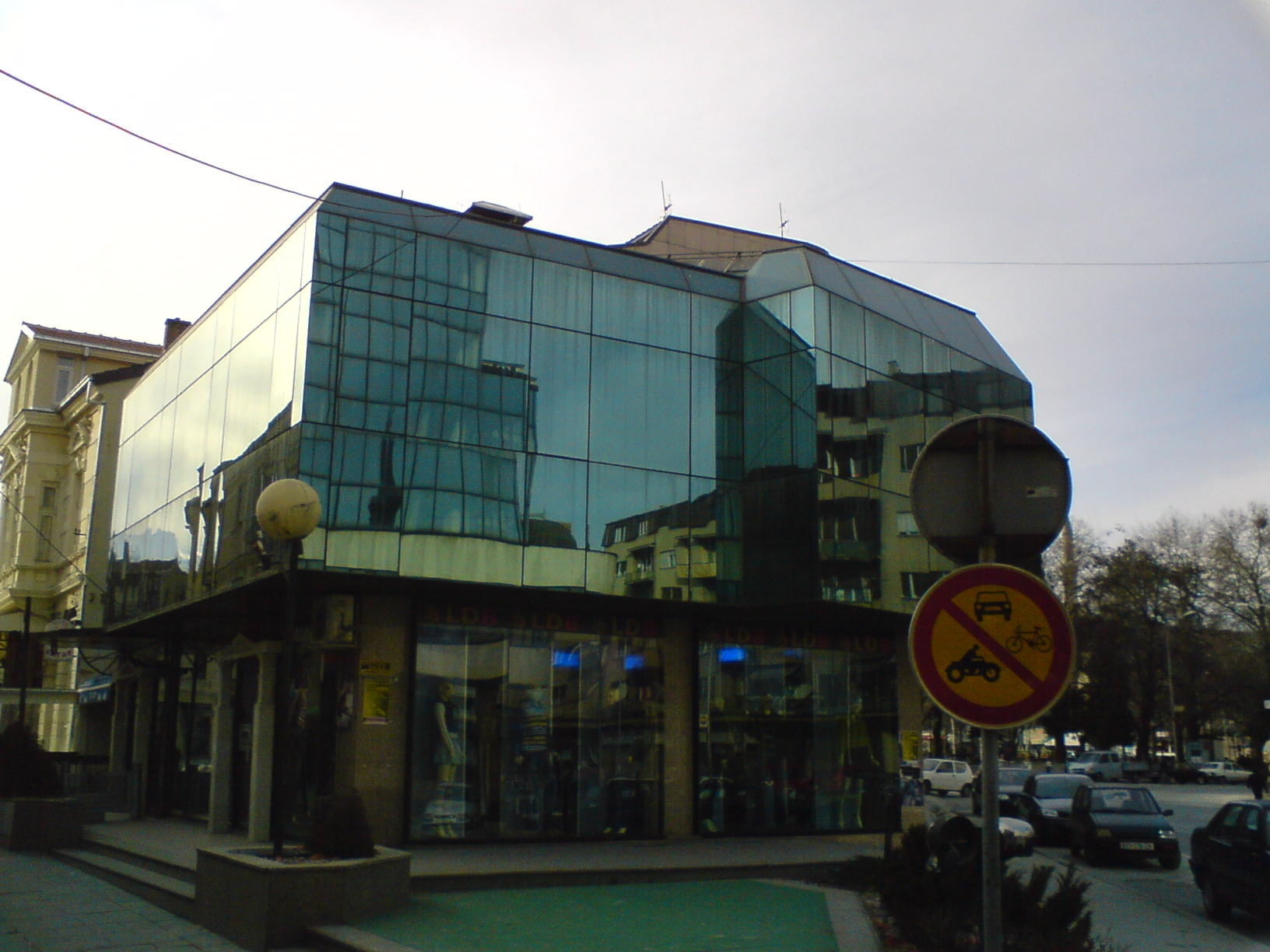
Скляна будівля
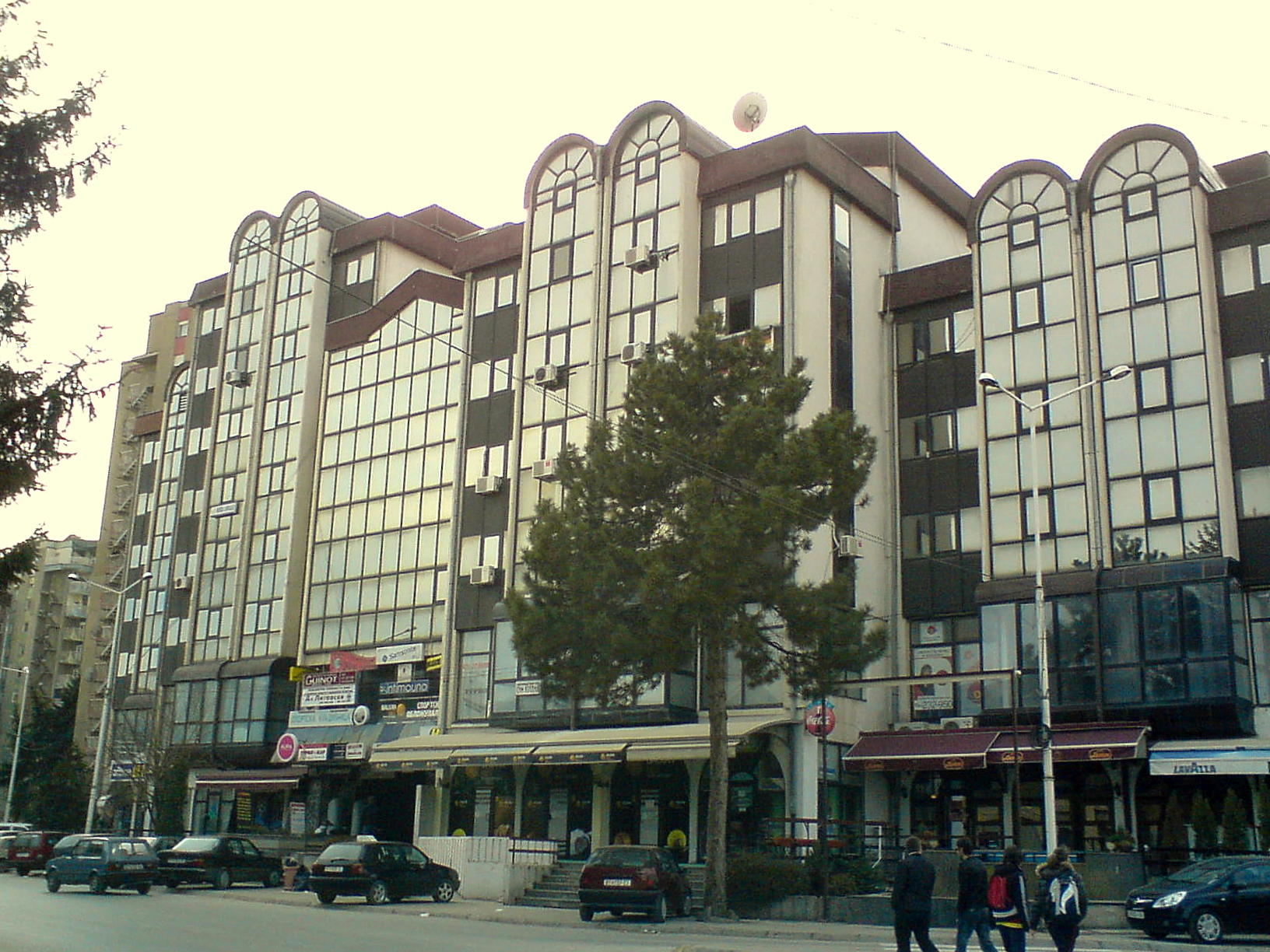
Pelagonka 2
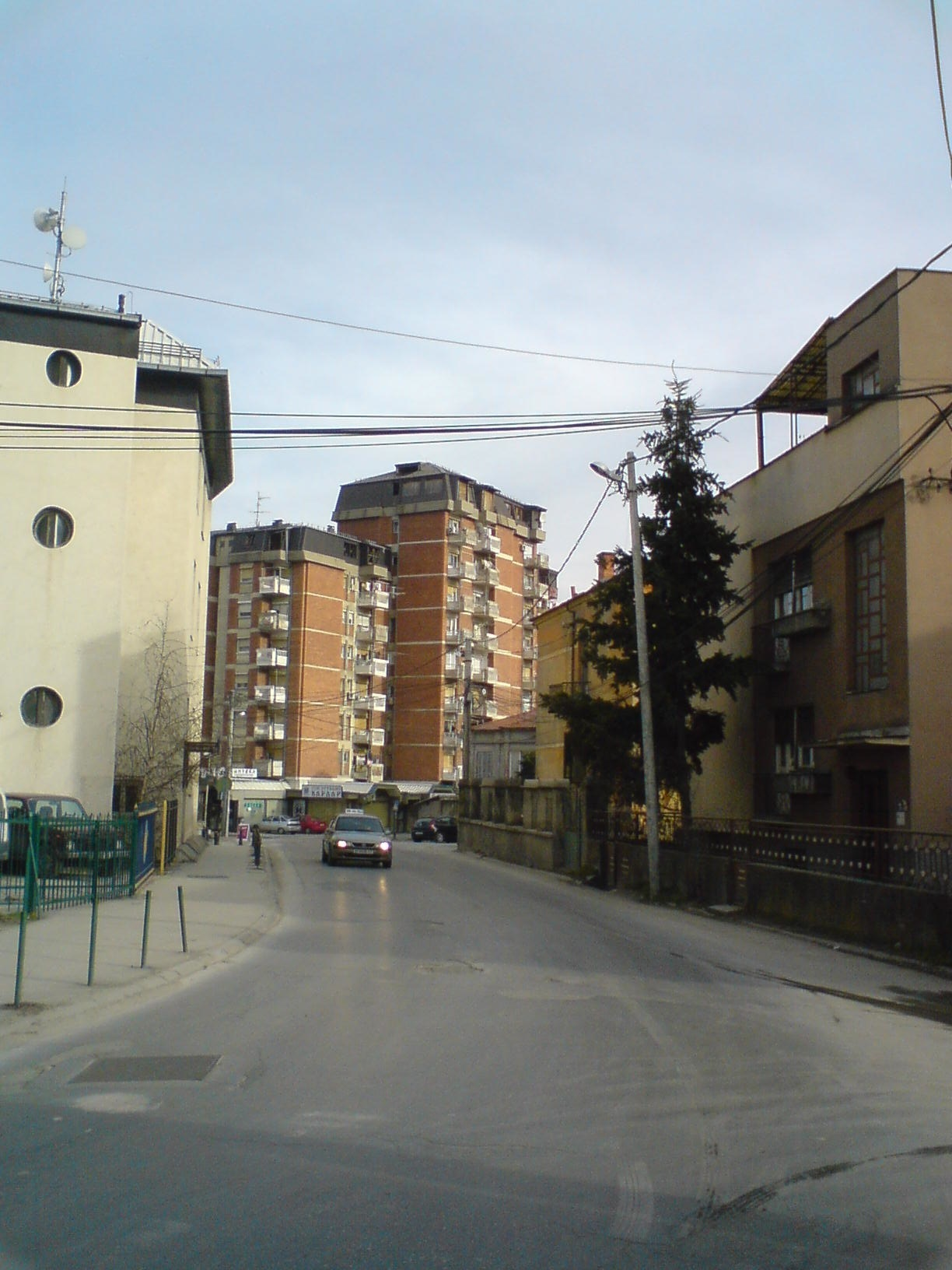
Житловий квартал «Виноград»
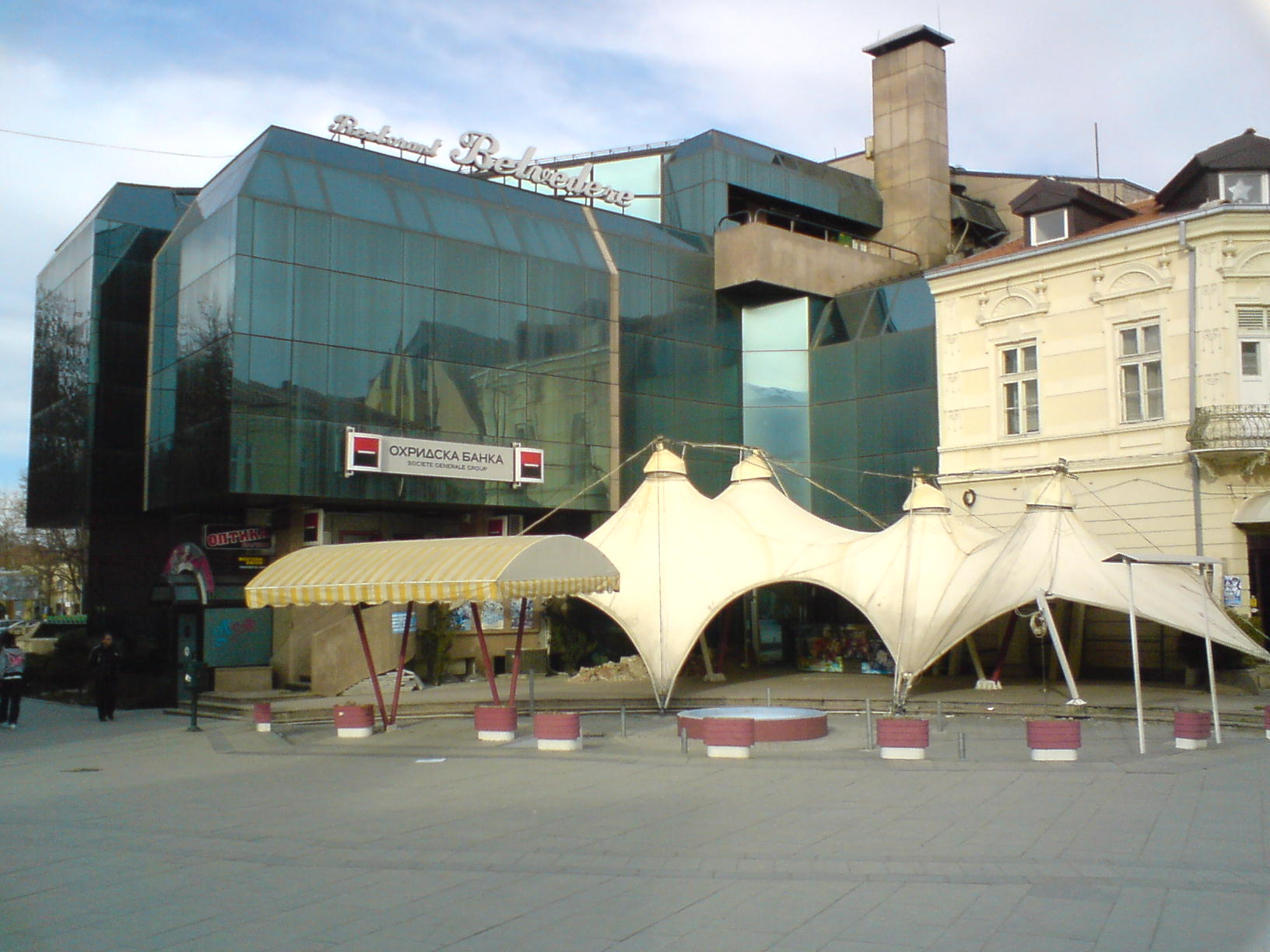
Скляна будівля
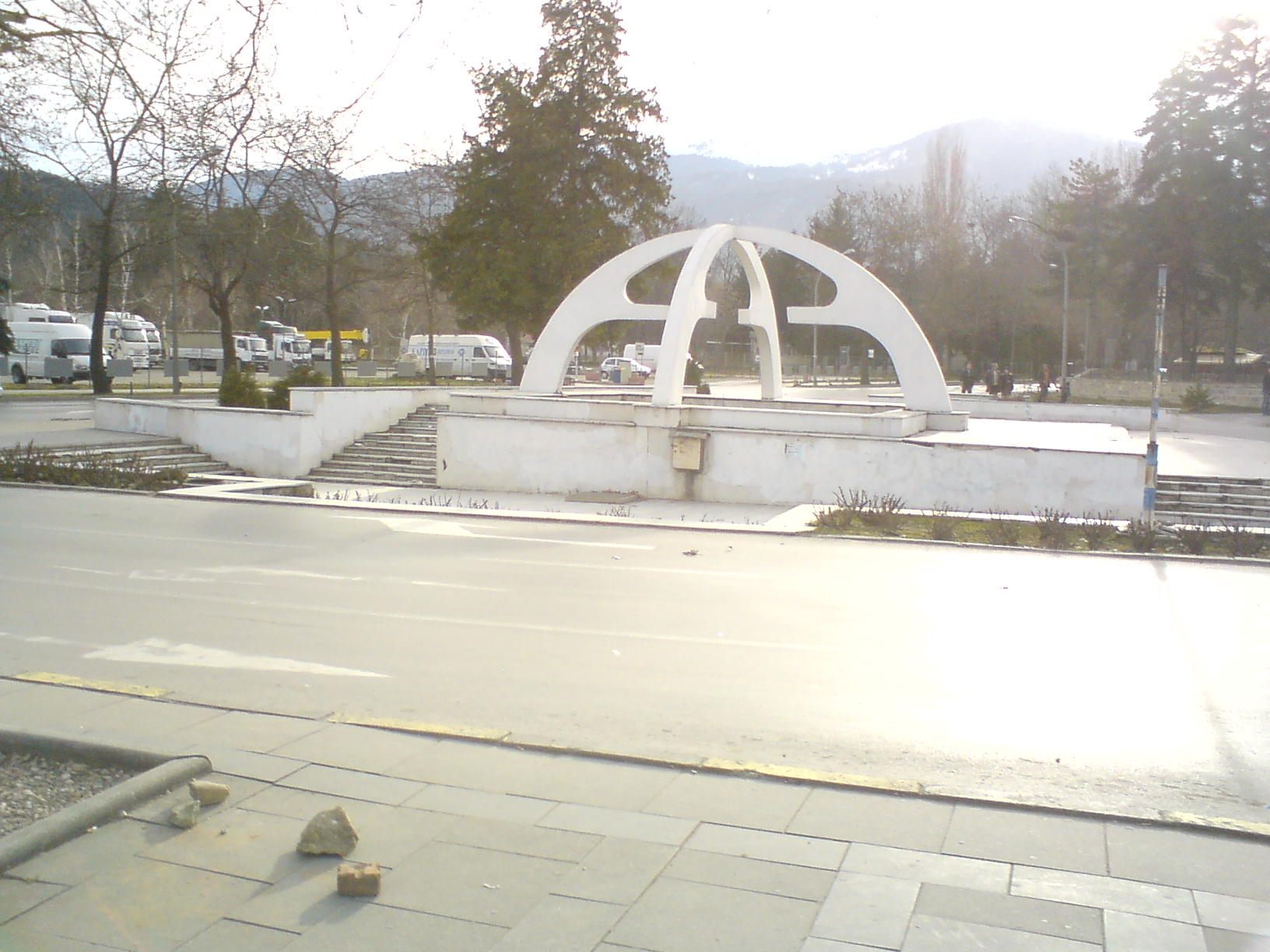
Фонтан перед музеєм
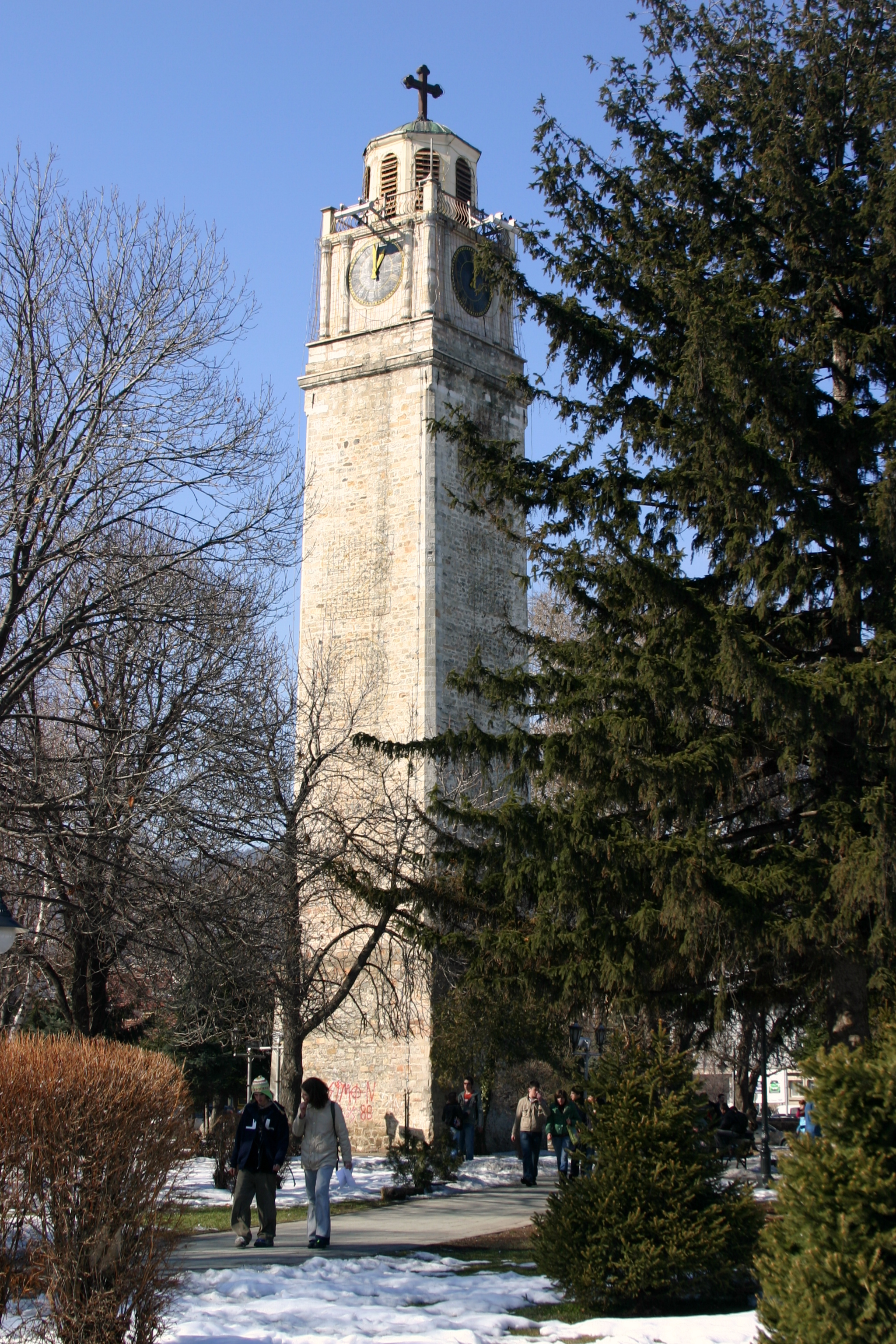
Годинник-вежа.
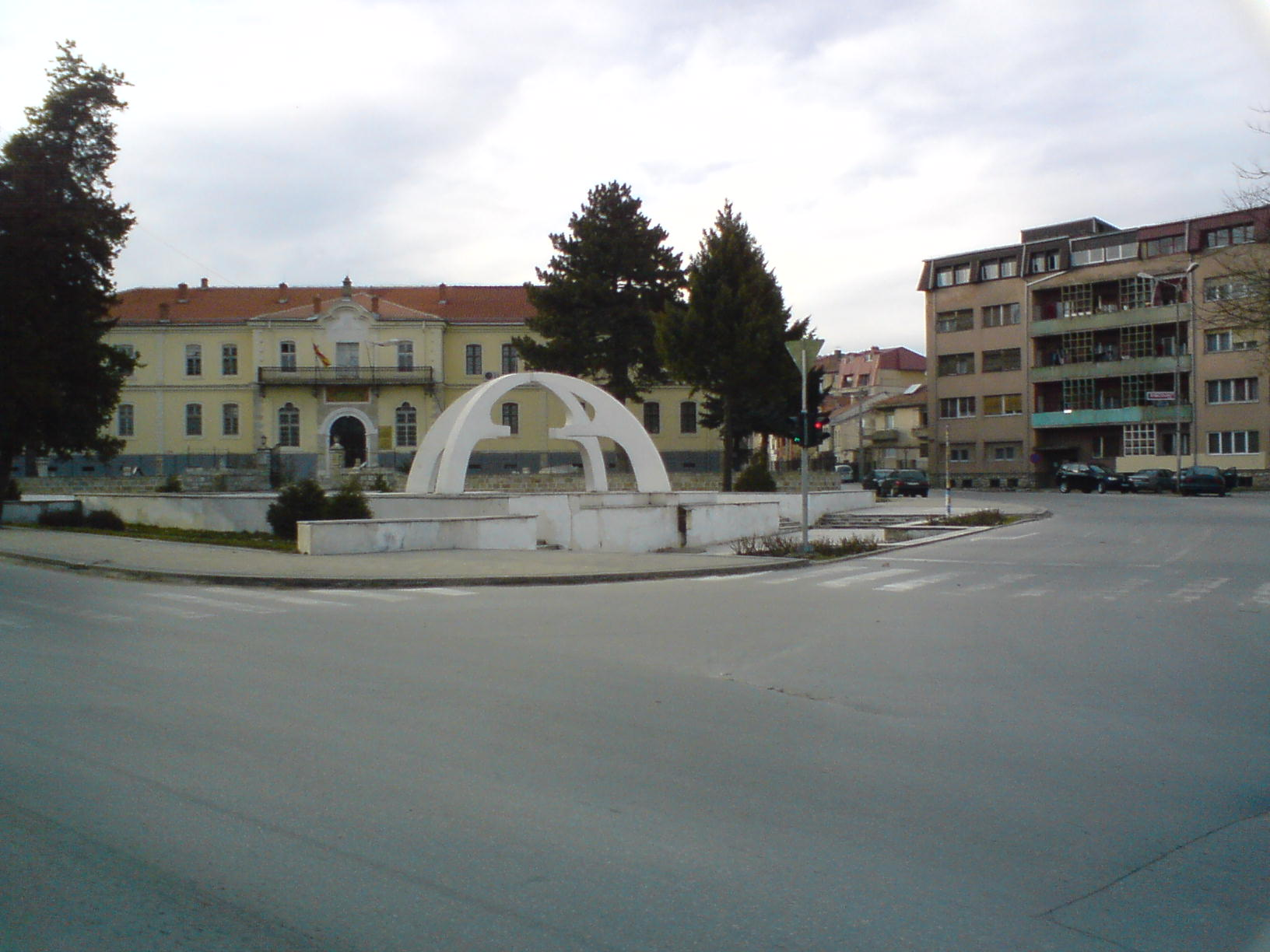
Музей Бітола, з фонтаном перед ним, і старий будинок з апартаментами
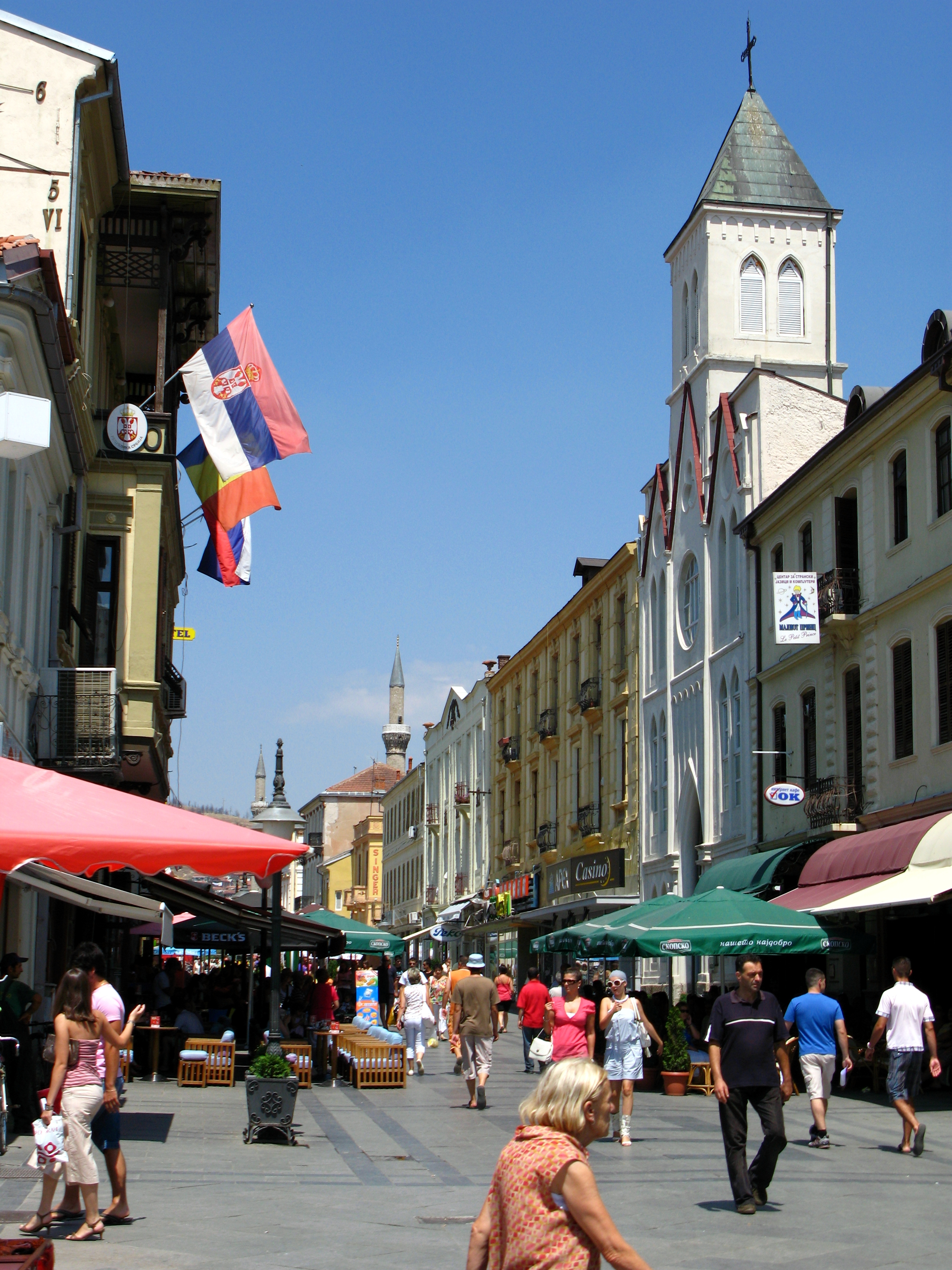
Korzo
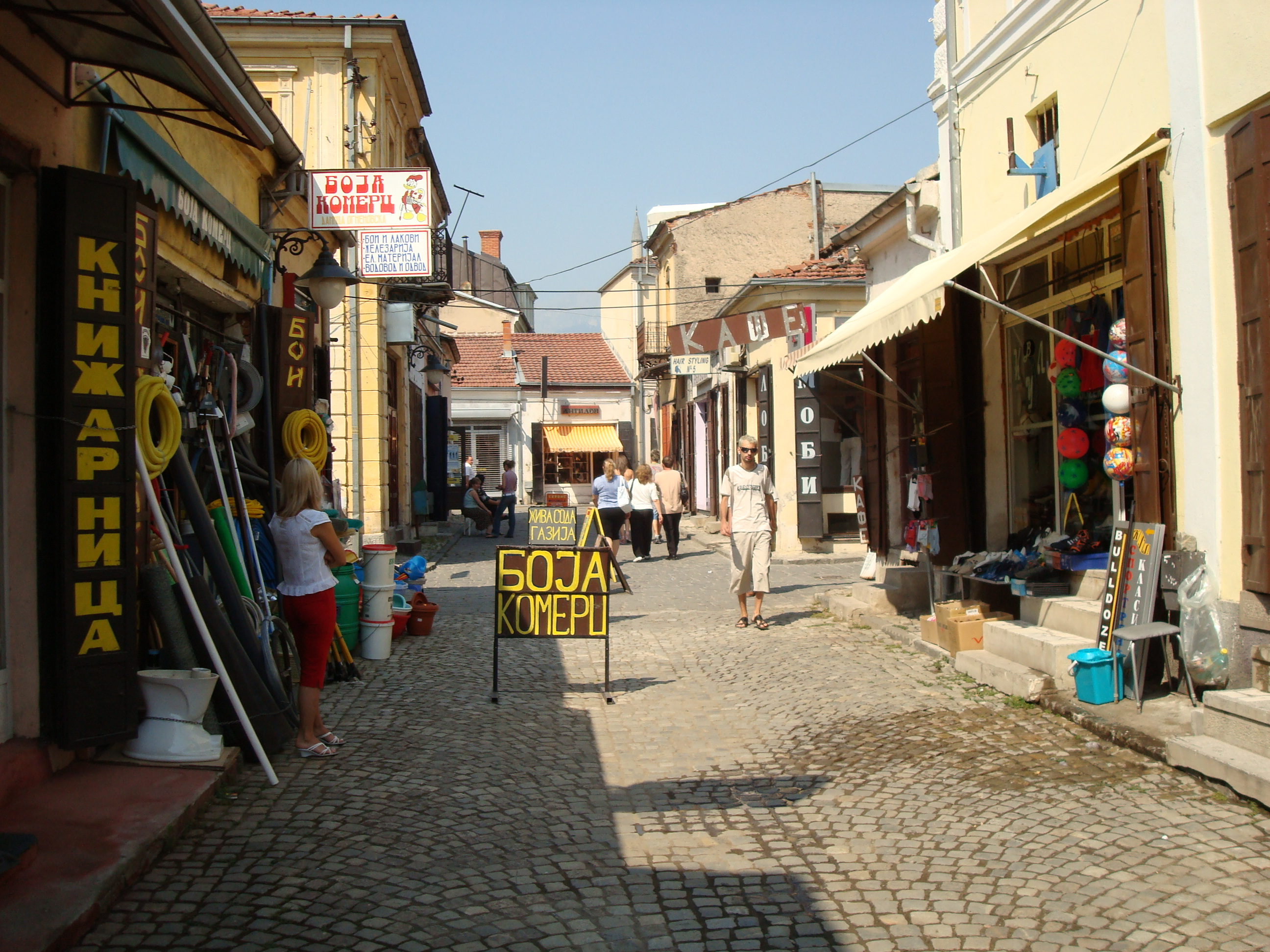
На ринку
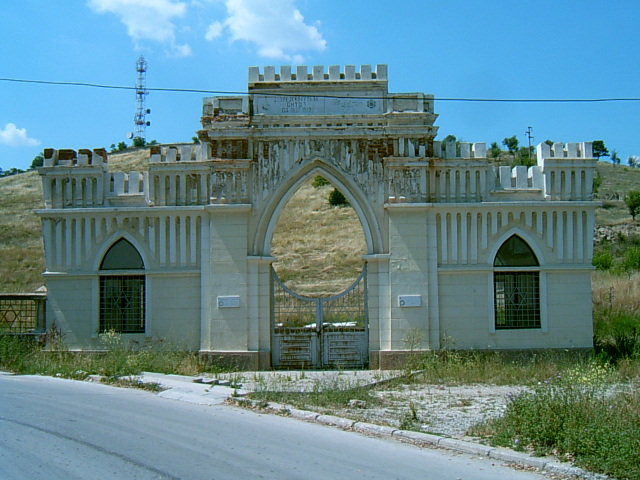
єврейське кладовище
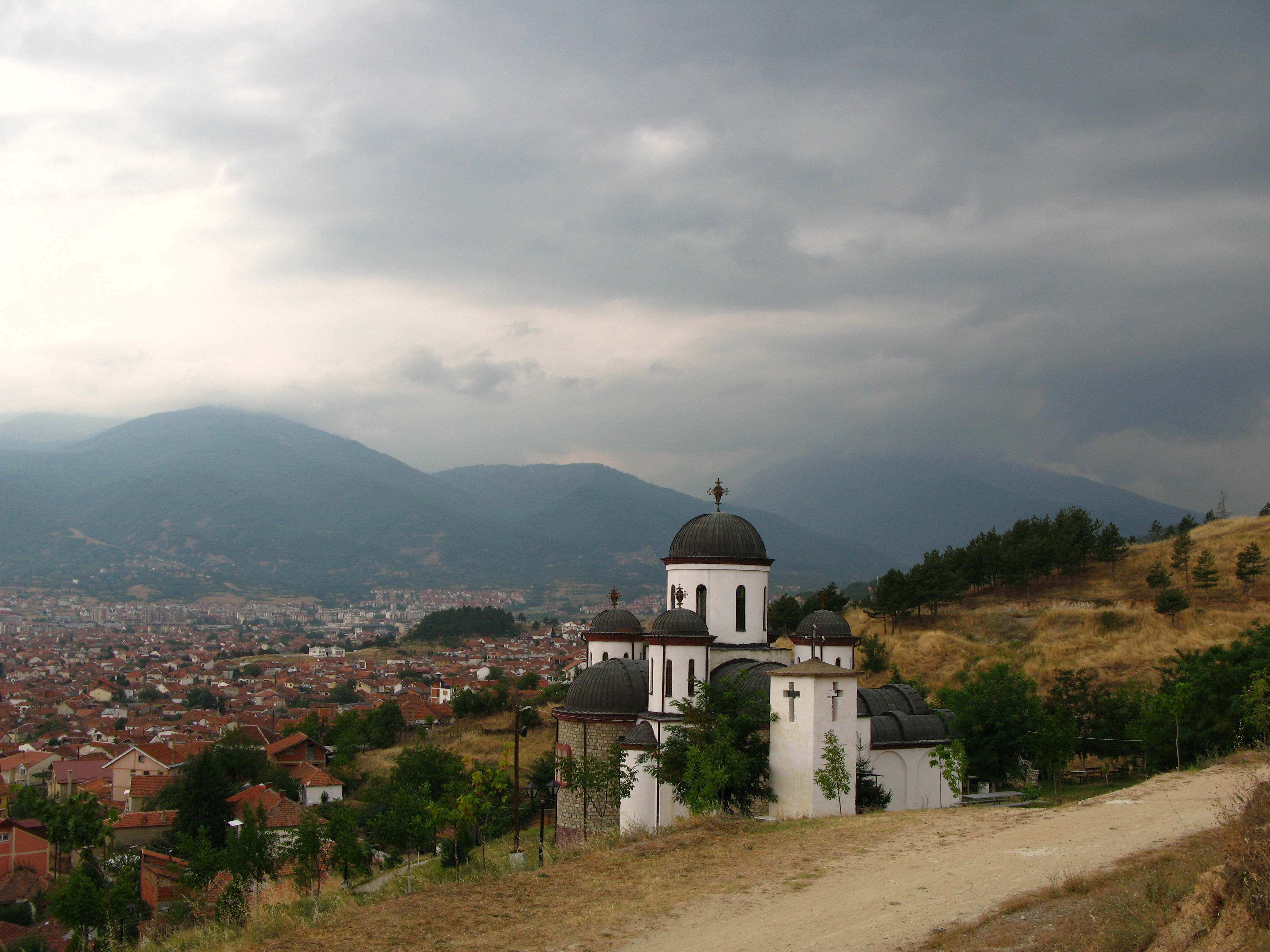
Вид від церкви і Krkkardash «40 мучеників»
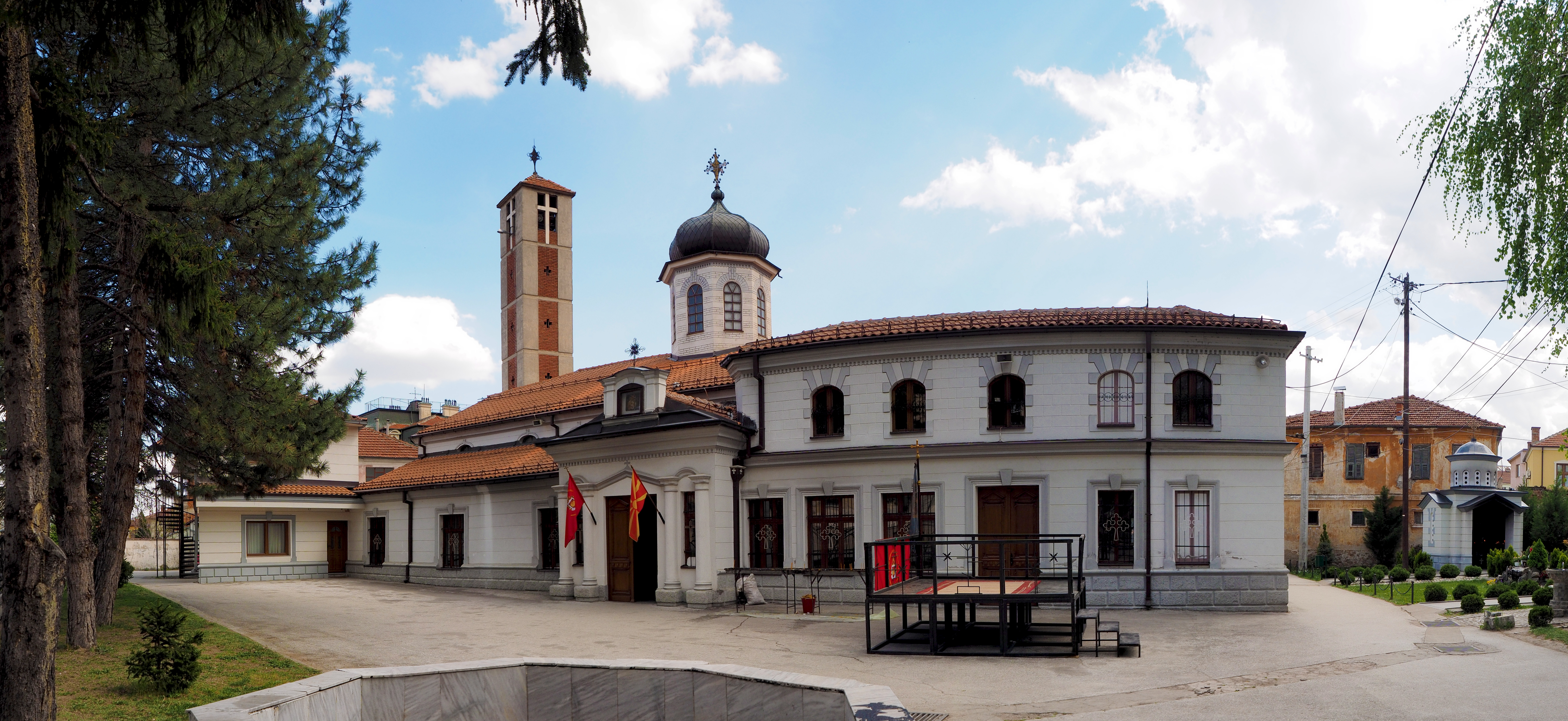
церква пресвятої Богородиці
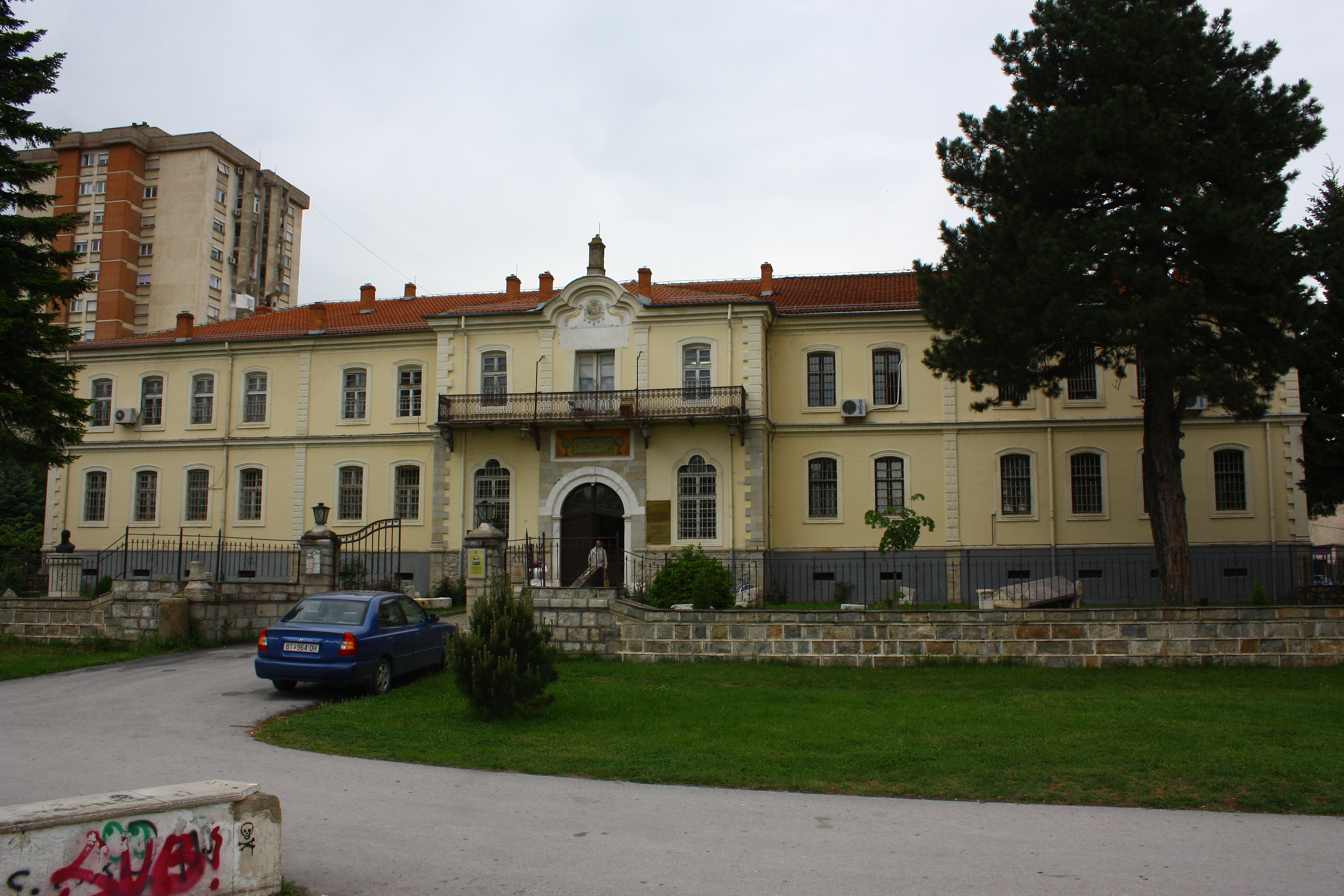
інститут і музей, колишня Османська військова школа
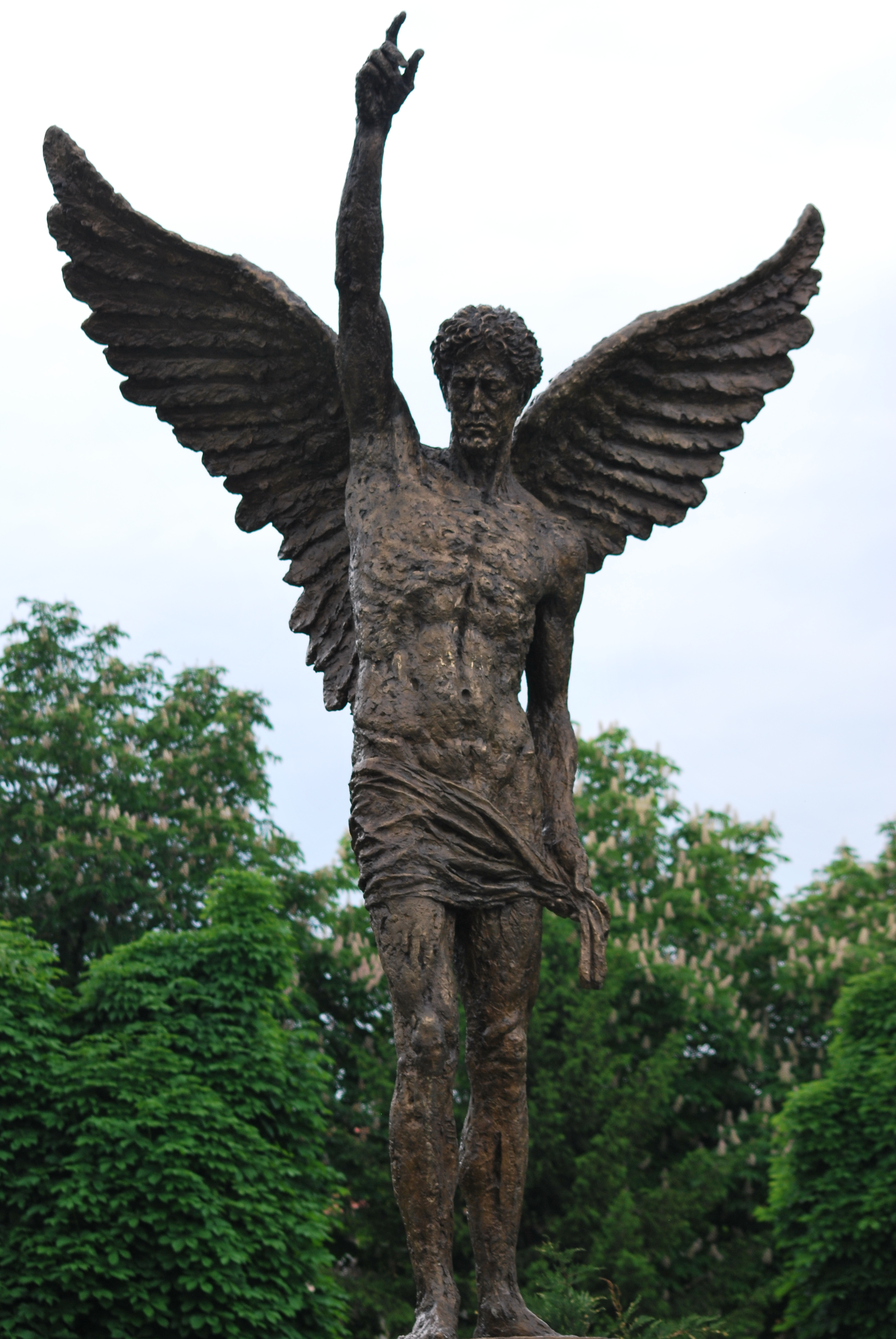
Пам'ятник захисникам Македонії